# Медолюб синьощокий
Медолюб синьощокий (Entomyzon cyanotis) — вид горобцеподібних птахів родини медолюбових (Meliphagidae).

## Поширення
Вид поширений у північних та східних регіонах Австралії та на півдні Нової Гвінеї. Населяє болота й мангрові зарості, лісові узлісся, поодинокі дерева, а також фруктові сади, парки і сади.

## Підвиди
Існує три підвиди:
- E. cyanotis albipennis — північно-західна та північно-центральна Австралія;
- E. cyanotis griseigularis — південно-центральна Нова Гвінея та півострів Йорк (північно-східна Австралія);
- E. cyanotis cyanotis — північно-східна, східна та південно-східна Австралія.

## Опис
Довжина тіла 25–30 см, розмах крил 43 см, маса тіла 113 г. Статевий диморфізм відсутній. Має середній, досить тонкий, сірий дзьоб з темним кінчиком. Верх голови, шия, недоуздок і область від горла до грудей чорні. Біла смуга відокремлює шию від маківки. Закінчується бірюзовою плямою лисини навколо ока. У молодих тварин ця ділянка має жовтий колір. Між цією плямою і горлом, а також під шиєю і на животі є білі ділянки. Хвіст оливкового кольору, як і крило з чорними маховими перами.

## Спосіб життя
Товариський птах і живе галасливими групами. До раціону входять в основному безхребетні, фрукти та нектар, рідко маленькі ящірки. Буває 1–3 виводки на рік. Гніздиться нещільною колонією. Гніздо — це чаша з кори, трави та коріння на розвилці гілки дерева. У кладці 2 яйця. Інкубація триває 16–17 днів. У неволі пташенята можуть літати через 23—24 дні.